# Lydynastin
Lydynastin (Vietnamesiska: Nhà Lý) var en vietnamesisk dynasti, ibland kallad senare Lydynastin for att skilja den från en period under det kinesiska styret, som varade mellan 1009 och 1225. Lý Thái Tổ hade uppfostrats i ett tempel och hade jobbat sig upp inom den kungliga administrationen. Efter att den siste kungen av Tidigare Ledynastin dött utropade han sig till kung. Lý Thái Tổ ändrade landets namn till Đại Việt och flyttade huvudstaden till dagens Hanoi, då kallat Thăng Long.

## Historia
När Lý Thái Tổ dog gjorde hans yngre sönder ett försök att förhindra att äldste sonen blev kung. Han var dock på sin vakt och hans soldater övermannade sönerna och soldaterna lojala mot dem. Den nya kungen kom att få namnet Lý Thái Tông och tronstriderna vid hans tillträde kom att vara de sista under dynastins existens.
Medan de tidigare dynastierna var kortlivade kom Lydynastin att sträcka sig över mer än två århundraden och innebar stabilitet och en möjlighet att expandera riket. De första framgångsrika fälttågen genomförde Lý Thái Tông, först i framgångsrika krig mot minoritetsfolken i norr som inte ville underordna sig vietnamesisk centralisering, senare mot Champa som slutade med att Champas huvudstad plundrades. Hans efterträdare Ly Thanh Tong fortsatte striderna mot Champa och erövrade det som idag är provinserna Quảng Bình och Quảng Trị, vilket i Vietnam benämns som början på marschen mot söder. Hans efterträdare Lý Nhân Tông blev utsatt för ett invasionsförsök av Songdynastin. Vietnameserna valde att förekomma kineserna och invaderade södra Kina. Man drog sig sedan tillbaka till Vietnam och mötte kineserna i ett slag utanför Thang Long där kineserna besegrades. Efter att man hade undanröjt hoten från grannländer blev den senare delen av dynastin stabilare.
De tidiga kungarna av Lydynastin understödde buddhismen genom att bygga pagoder, genomföra pilgrimsresor och befria buddhistmunkar från skatt och militärtjänst. Även bland vanligt folk kom buddhismen uppblandad med lokala traditioner att få ett ökat inflytande. När de första kullarna av studenter examineras från det nyinrättade litteraturens tempel kom inflytandet från konfucianism att öka.
Flera kungar följde som tillträdde som barn vilket ledde till att kungen fick symbolisk makt medan militärer och ämbetsmän styrde. Den siste Ly-kungen blev utsatt för ett uppror av militären och sökte skydd hon Tranklanen. Lydynastin slutar med att en företagsam tjänsteman vid namn Trần Thủ Độ från Tranklanen får den dåvarande kejsaren (som hade blivit galen) av bli buddhistmunk och abdikera och som gifter sin brorson Trần Cảnh med den förre kungens dotter. Därmed börjar Trandynastin.